# Gustav Klimt Zentrum

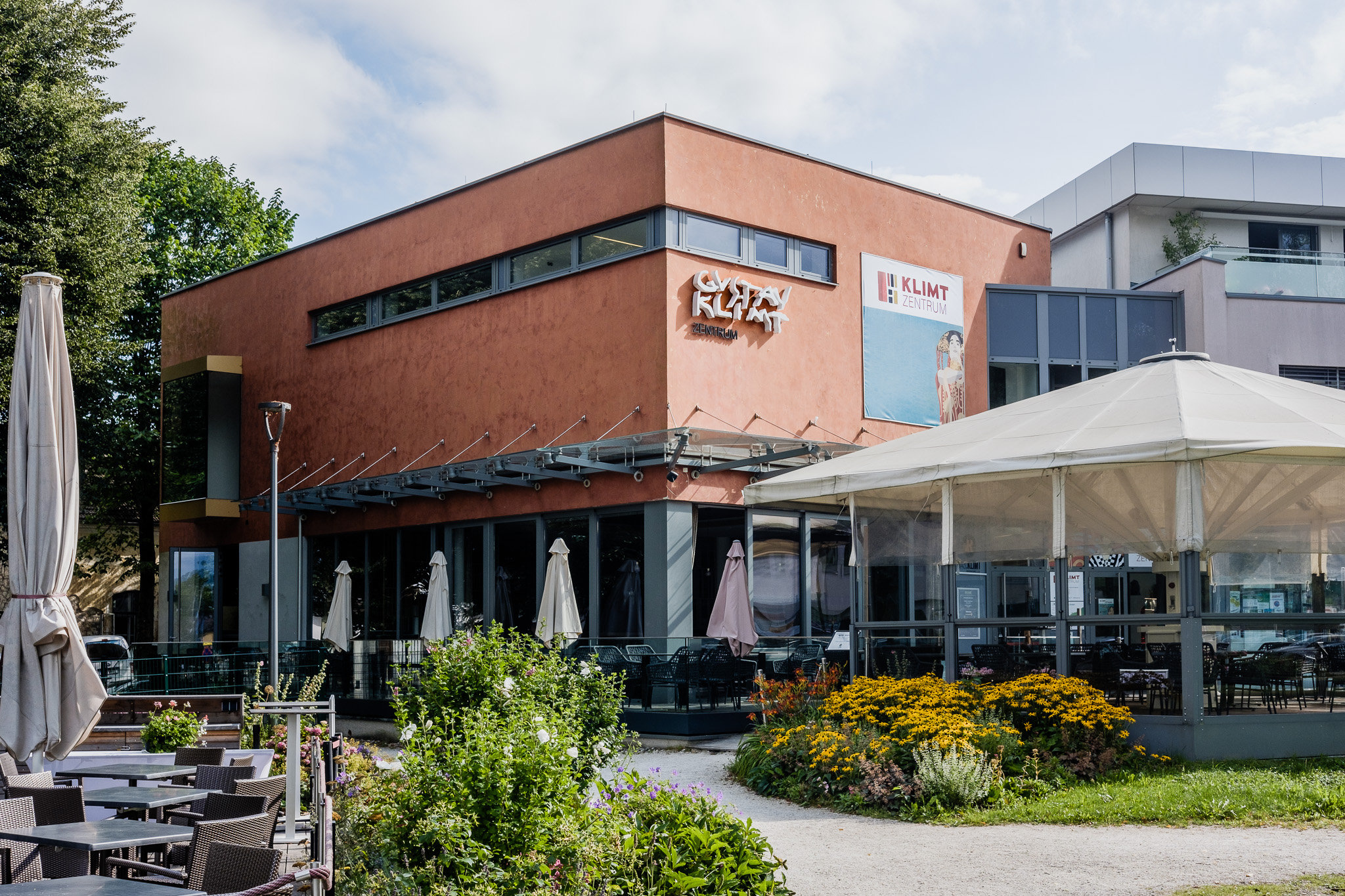
Gustav Klimt Zentrum (Außenansicht von Südwesten)

Das Gustav Klimt Zentrum in Schörfling am Attersee, Oberösterreich ist dem Jugendstilmaler Gustav Klimt (1862–1918) gewidmet, der viele Sommer am Attersee verbrachte und hier einige seiner Landschaftsgemälde schuf. Das Klimt-Zentrum wurde am 14. Juli 2012 zu Klimts 150. Geburtstag eröffnet und bietet neben einer permanenten Ausstellung auch ein eigenes Klimt-Kino sowie den Gustav Klimt Themenweg. Erich Kaniak ist der Eigentümer des vom Architekten Günther Dollnig entworfenen Gebäudes, in dem sich das Dokumentationszentrum befindet.
Das Museum war von Oktober 2022 bis Juni 2024 geschlossen. Am 6. Juli 2024 wurde das Klimt-Zentrum vom neuen Betreiber, dem örtlichen Verein Klimt am Attersee, wiedereröffnet.

## Gustav Klimt am Attersee
Gustav Klimts Entdeckung des Attersees als Refugium für die Sommerfrische begann im Sommer 1900. Er lebte zunächst in Litzlberg bei Seewalchen, ab 1908 in Kammer sowie ab 1914 im Süden des Sees am Eingang des Weißenbachtales. Der Maler verbrachte die Sommermonate zwischen 1900 und 1916 regelmäßig in dieser Region, wo der überwiegende Teil seiner über 50 Landschaftsgemälde entstand.

## Ausstellung
Der Verein Klimt am Attersee setzt bei dem neu eröffneten Klimt-Zentrum auf drei Schwerpunkte. Man möchte neben Gustav Klimt einen Blick auf die Werke seiner Zeitgenossen und in die Gegenwartskunst werfen. Die aktuelle Ausstellung läuft unter dem Namen „Wege zur Moderne. Gustav Klimt und Franz von Zülow“ bis 29. September 2024. Das Schaffen und vier originale Zeichnungen (Kunsthandel Freller, Galerie Wienerroither und Kohlbacher) von Gustav Klimt sollen dokumentarisch ihn als Zeichner, Maler und Sommerfrischler am Attersee präsentieren. Die handkolorierten Papierschablonendrucke und Keramiken von Zülow geben einen kunsthistorischen Rahmen der Kunst um die Jahrhundertwende in Wien. Mit der Lichtinstallation von Heinz Kasper und einem kleinen Lego-Original von Ai Weiwei, dessen Ausstellung in Bad Ischl (von Kunsthistoriker Lucas Cuturi kuratiert) im Sommer 2024 zu sehen ist, wird der Brückenschlag in die heutige Moderne vollzogen.

## Gustav Klimt Themenweg

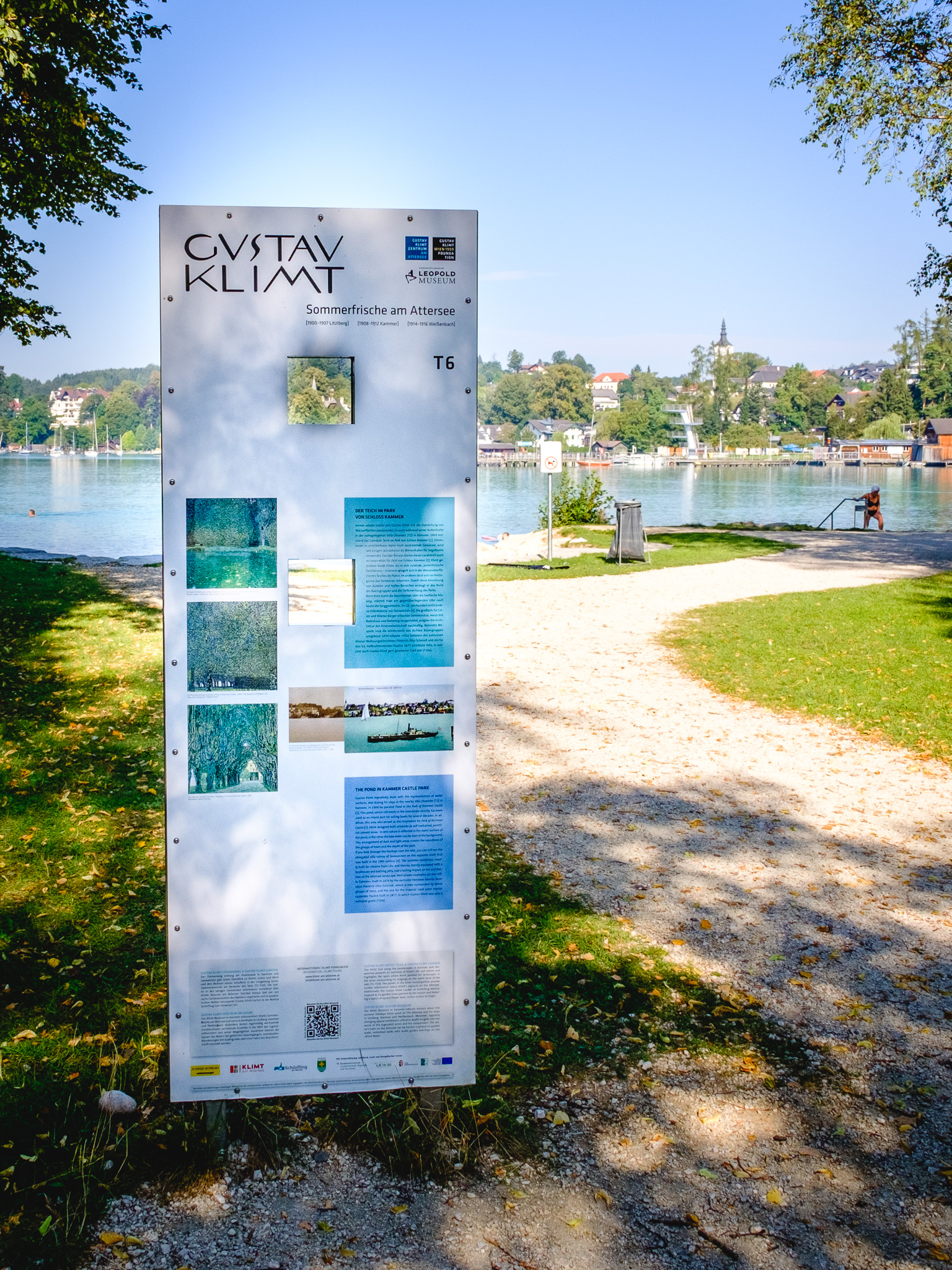
Stele am Gustav Klimt Themenweg in Schörfling mit Blick Richtung Villa Paulick.

Im September 2003 wurde Gustav Klimt am Attersee mit einem Themenweg gewürdigt. Die damalige Eröffnung auf der in Privatbesitz befindlichen Insel Litzlberg wurde von Museumsgründer Rudolf Leopold und Gerhard Tötschinger vorgenommen. Kuratorisch von Experten des Leopold Museum konzipiert, ergab sich daraus die logische Folge zur Konzeption des Gustav Klimt Zentrums am Attersee, das knappe zehn Jahre später eröffnet wurde. In diesem Zusammenhang wurde auch der Themenweg einem Relaunch unterzogen und mit Audioguides ausgestattet.
Die Kernzone des Themenweges verläuft entlang der Promenade in Kammer-Schörfling und in Seewalchen und gibt einen Überblick zu Klimts Leben und Werk sowie zu den Motiven seines Schaffens in der Umgebung seiner Sommerdomizile Villa Paulick und Villa Oleander. Weitere Informationstafeln am Nordufer befinden sich im Bereich der Ortschaft Litzlberg (L1-L5) und am Südufer setzt sich der Themenweg punktuell in Unterach, Steinbach und Weißenbach fort. Das Forsthaus, Klimts letzte Sommerresidenz am Attersee (1914–1916), wurde von ihm auch zweimal bildlich festgehalten. Die Stelen in den übrigen Gemeinden informieren vertiefend über Klimts Besuche am Attersee. Einige Stelen sind mit quadratischen Löchern versehen, durch welche man – ähnlich wie es Klimt vor mittlerweile über 100 Jahren mit einem „Motivsucher“ aus Karton getan hat – eigene „Klimt-Landschaften“ komponieren kann. Ein deutsch- und englischsprachiger Text sowie ausgewählte Abbildungen von Gemälden, Fotografien und Ansichtskarten illustrieren diese Entdeckungsreise. Durch einen fachkundigen Klimt-Vermittler aus der Region können Besucher auf ihrem Spaziergang entlang des Themenweges Wissenswertes und Anekdoten aus dem Leben von Gustav Klimt erfahren. Ergänzend befinden sich der Künstlerthemenweg im Süden in Steinbach und die Klimt-Büste von Valentin Znoba in Unterach.

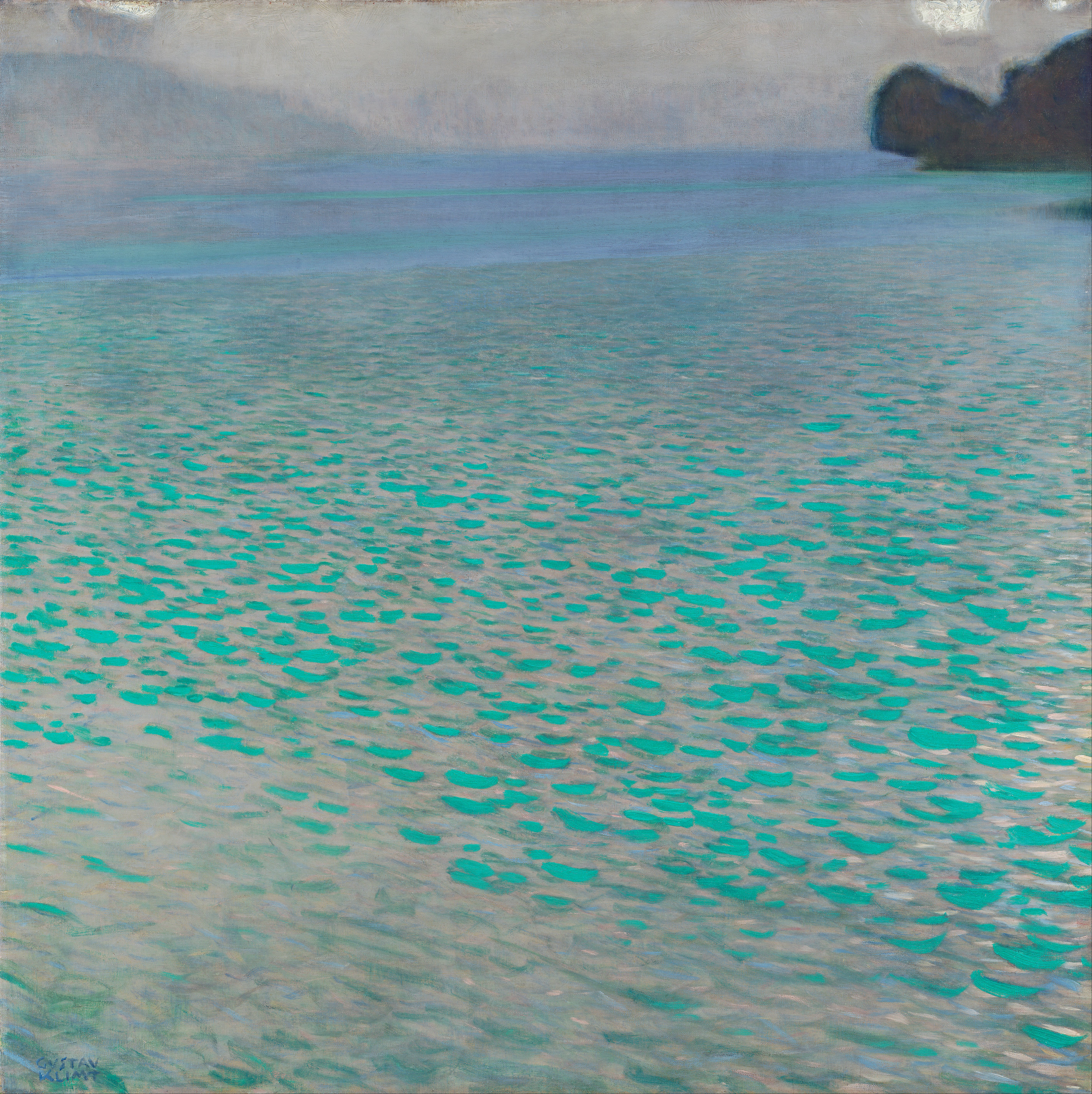
Gustav Klimt: Am Attersee, 1900, Leopold Museum, Wien

## Klimt-Foundation – Die ehemaligen Betreiber
Die Gustav Klimt | Wien 1900-Privatstiftung (Klimt-Foundation) betrieb seit 2015 das Gustav Klimt-Museum. Sie wurde im September 2013 von Ursula Ucicky (* 1922), Witwe des unehelichen Klimt-Sohnes Gustav Ucicky (1899–1961), gegründet und ist eine nach österreichischem Recht eingetragene, gemeinnützige Privatstiftung, die gemäß ihrer Stiftungssatzung kultur- und kunsthistorische, wissenschaftliche und ausbildende Zwecke verfolgt. Die Klimt-Foundation fungiert als unabhängige und interdisziplinär tätige Plattform zur Dokumentation der Epoche „Wien 1900“ und agiert als Leihgeber und Kooperationspartner für Forschungs- und Ausstellungsprojekte. Zielsetzung ist es, das Leben und Werk des Künstlers Gustav Klimt und der in Wien um 1900 entstandenen und von Klimt geprägten Strömung des Jugendstils bzw. der Klassischen Moderne zu bewahren, zu erforschen und in ihrer Bedeutung für die kulturelle Entwicklung Österreichs bis heute aufzuzeigen.
Die in die Klimt-Foundation eingebrachten Kunstwerke werden der Öffentlichkeit im Rahmen von Ausstellungen und Ausstellungsbeteiligungen zugänglich gemacht und wissenschaftlich erschlossen. In diesem Zusammenhang widmet sich die Stiftung im Besonderen der Erforschung ihrer Provenienz, sowie, gemäß dem Stiftungszweck, der objektiv-wissenschaftlichen Aufarbeitung von Leben, Werk und Kunstsammlung des Gustav Ucicky. Vor diesem Hintergrund wurden bereits die Publikationsreihen Edition Klimt und Edition Klimt-Research veröffentlicht.

## Finanzierung des Museums
Das Museum wurde bis 2022 von der gemeinnützigen Klimt-Foundation wissenschaftlich und wirtschaftlich geleitet. Nach zehn Jahren wurde ein Rückzug aus der Region beschlossen. Der Attersee als Gustav Klimts liebstes Sommerdomizil bleibt weiterhin ein wichtiger Schwerpunkt in der Forschung und den Sammlungsbemühungen der Privatstiftung. 2024 erfolgte eine Neueröffnung durch den Verein Klimt am Attersee.